# Mariensäule (Windach)

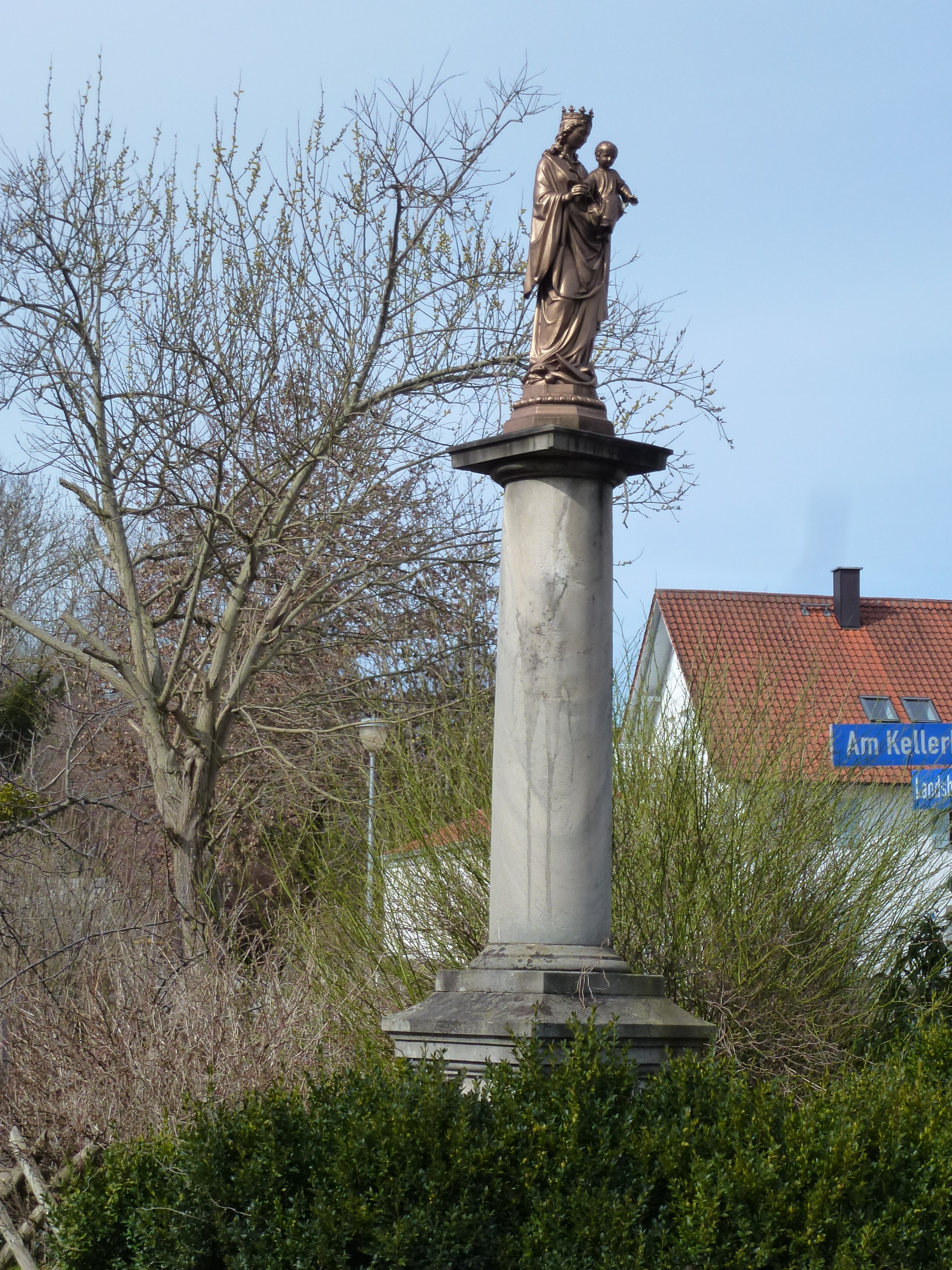
Mariensäule in Windach

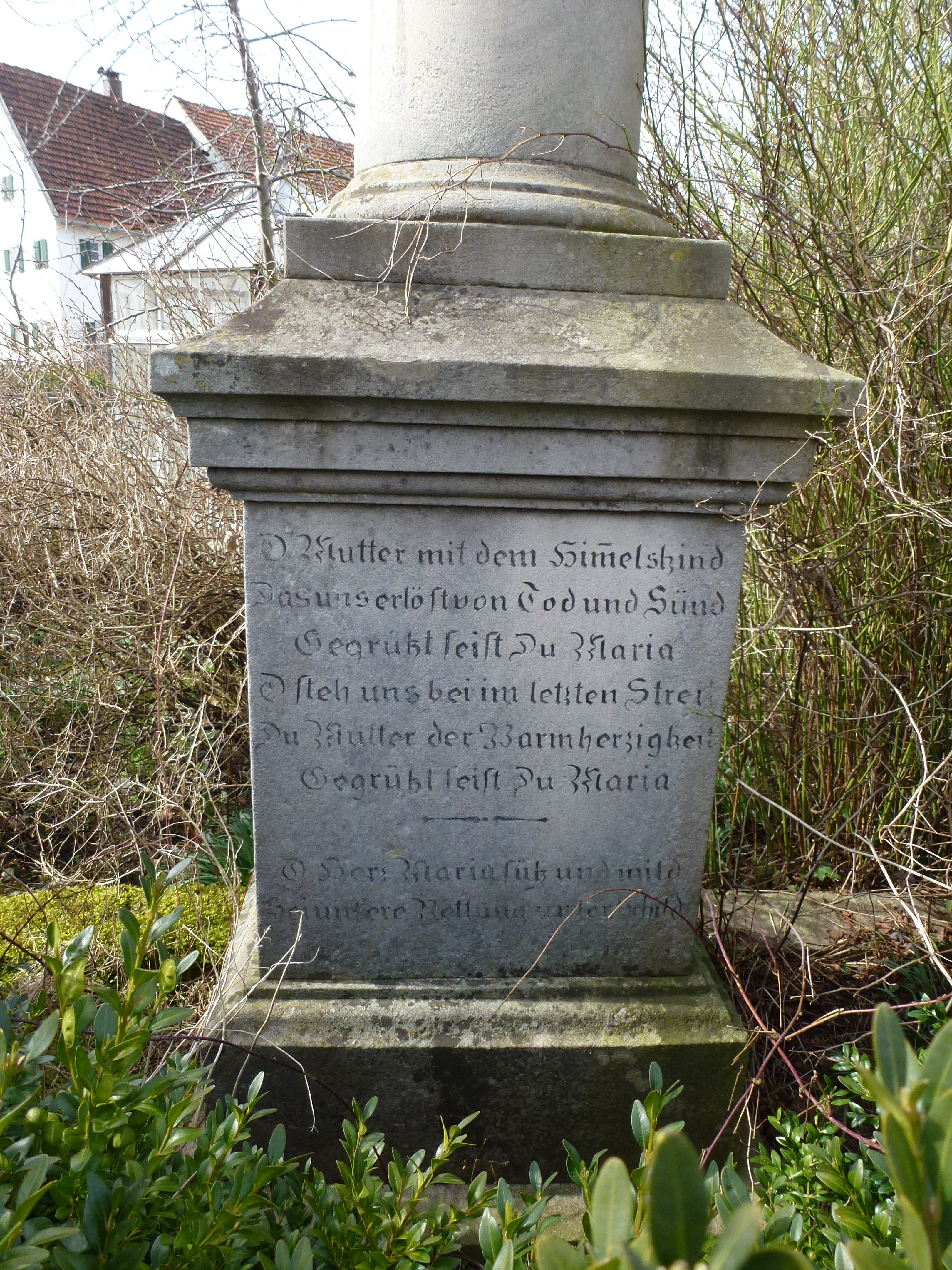
Sockel mit Inschrift

Die Mariensäule in der ehemaligen selbständigen Gemeinde Unterwindach, heute der Gemeinde Windach im oberbayerischen Landkreis Landsberg am Lech, wurde um 1900 errichtet. Die Mariensäule an der Landsberger Straße 7 an der Abzweigung zum Kellerberg ist ein geschütztes Baudenkmal.
Ein rechteckiges Sandsteinfundament mit profilierter Platte trägt eine Granitsäule mit gekrönter Muttergottesfigur aus Metallguss.